# Duguetia tobagensis
Duguetia tobagensis är en kirimojaväxtart som först beskrevs av Ignatz Urban, och fick sitt nu gällande namn av Robert Elias Fries. Duguetia tobagensis ingår i släktet Duguetia och familjen kirimojaväxter. Inga underarter finns listade i Catalogue of Life.